# Heinsdorfergrund
Heinsdorfergrund là một đô thị thuộc huyện Vogtland, bang Sachsen, Đức. Đô thị Heinsdorfergrund có diện tích 21,96 km², dân số thời điểm ngày 31 tháng 12 năm 2006 là 2319 người.